# Sportverein Darmstadt 1898 1991-1992
Questa voce raccoglie le informazioni riguardanti lo Sportverein Darmstadt 1898 nelle competizioni ufficiali della stagione 1991-1992.

## Stagione
Nella stagione 1991-1992 il Darmstadt, allenato da Jürgen Sparwasser e Uwe Ebert, concluse il campionato di 2. Bundesliga al 11º posto. In Coppa di Germania il Darmstadt fu eliminato al secondo turno dall'Hansa Rostock.

## Rosa
| N. |                     | Ruolo | Calciatore         |
| -- | ------------------- | ----- | ------------------ |
|    | Germania (bandiera) | P     | Tom Eilers         |
|    | Germania (bandiera) | P     | Wilhelm Huxhorn    |
|    | Germania (bandiera) | D     | Freddy Heß         |
|    | Germania (bandiera) | D     | Yvo Hoffmann       |
|    | Germania (bandiera) | D     | Gerhard Kleppinger |
|    | Germania (bandiera) | D     | Rainer Scholz      |
|    | Germania (bandiera) | D     | Ulf Schott         |
|    | Germania (bandiera) | D     | Stefan Trautmann   |
|    | Germania (bandiera) | C     | Jürgen Baier       |
|    | Germania (bandiera) | C     | Dirk Bakalorz      |
|    | Cina (bandiera)     | C     | Gu Guangming       |

| N. |                         | Ruolo | Calciatore        |
| -- | ----------------------- | ----- | ----------------- |
|    | Germania (bandiera)     | C     | Martin Kowalewski |
|    | Germania (bandiera)     | C     | Rafael Sánchez    |
|    | Germania (bandiera)     | C     | Stefan Simon      |
|    | Germania (bandiera)     | C     | Stephan Täuber    |
|    | Germania (bandiera)     | A     | Thomas Duchow     |
|    | Germania (bandiera)     | A     | Henrik Eichenauer |
|    | Germania (bandiera)     | A     | Dieter Gutzler    |
|    | Germania (bandiera)     | A     | Thomas Lauf       |
|    | Burkina Faso (bandiera) | A     | Kassoum Quedraogo |
|    | Germania (bandiera)     | A     | Thomas Weiß       |
|    | Germania (bandiera)     | A     | Holger Wolf       |

## Organigramma societario
Area tecnica
- Allenatore: Rainer Scholz
- Allenatore in seconda:
- Preparatore dei portieri:
- Preparatori atletici:

## Calciomercato

### Sessione estiva
| Acquisti | Acquisti           | Acquisti              | Acquisti |
| R.       | Nome               | da                    | Modalità |
| -------- | ------------------ | --------------------- | -------- |
| D        | Gerhard Kleppinger | Uerdingen 05          |          |
| C        | Stefan Simon       | Eintracht Francoforte |          |

| Cessioni | Cessioni      | Cessioni        | Cessioni |
| R.       | Nome          | a               | Modalità |
| -------- | ------------- | --------------- | -------- |
| D        | Roger Prinzen | Wattenscheid 09 |          |

### Sessione invernale
| Acquisti | Acquisti | Acquisti | Acquisti |
| R.       | Nome     | da       | Modalità |
| -------- | -------- | -------- | -------- |

| Cessioni | Cessioni | Cessioni | Cessioni |
| R.       | Nome     | a        | Modalità |
| -------- | -------- | -------- | -------- |

## Risultati

### 2. Bundesliga

#### Girone di andata
| Arbitro: | Heynemann |

|  |           |                                         |
|  | Marcatori | 8’ (rig.), 58’ Jurgeleit 19’ Baranowski |

| Arbitro: | Wippermann |

|                               |           |            |
| Strerath 24’, 33’ Hofmann 90’ | Marcatori | 87’ Täuber |

| Arbitro: | Mierswa |

|                       |           |                    |
| Heun 85’ Böttcher 88’ | Marcatori | 65’ Weiß 80’ Simon |

| Arbitro: | Leimert |

|                                     |           |                |
| Simon 13’ Täuber 56’ Eichenauer 72’ | Marcatori | 74’ Szangolies |

| Arbitro: | Funken |

|              |           |  |
| Biagioli 32’ | Marcatori |  |

| Arbitro: | Blüthgen |

|                         |           |  |
| Wolf 80’ Eichenauer 86’ | Marcatori |  |

| Arbitro: | Werthmann |

|                                |           |            |
| Zeyer 20’ Spies 48’ Fincke 67’ | Marcatori | 49’ Täuber |

| Darmstadt 7 settembre 1991, ore 15:00 CEST 8ª giornata | Darmstadt | 0 – 0 referto | Chemnitz | Stadion am Böllenfalltor (3 400 spett.)\| Arbitro: \| Domurat \| |
| Arbitro:                                               | Domurat   |               |          |                                                                  |

| Arbitro: | Löwer |

|                   |           |                      |
| Anders 38’ (rig.) | Marcatori | 6’ (rig.) Kleppinger |

| Arbitro: | Mölm |

|                       |           |               |
| Kleppinger 65’ (rig.) | Marcatori | 35’ Tretschok |

| Arbitro: | Dardenne |

|                              |           |                                    |
| Kostner 2’ (rig.) Preetz 90’ | Marcatori | 31’ (rig.) Kleppinger 66’ Bakalorz |

#### Girone di ritorno
| Arbitro: | Jansen |

|            |           |                    |
| Hubner 89’ | Marcatori | 59’ Weiß 63’ Simon |

| Darmstadt 11 ottobre 1991, ore 19:00 CET 13ª giornata | Darmstadt | 0 – 0 referto | Waldhof Mannheim | Stadion am Böllenfalltor (7 000 spett.)\| Arbitro: \| Kuhne \| |
| Arbitro:                                              | Kuhne     |               |                  |                                                                |

| Arbitro: | Berg |

|               |           |  |
| Trautmann 85’ | Marcatori |  |

| Arbitro: | Müller |

|                                          |           |         |
| Schreiber 24’ Holetschek 26’ Löhnert 89’ | Marcatori | 8’ Weiß |

| Arbitro: | Heynemann |

|          |           |                          |
| Weiß 34’ | Marcatori | 18’, 29’ Hayer 88’ Klopp |

| Arbitro: | Ziller |

|  |           |                  |
|  | Marcatori | 33’, 86’ Sánchez |

| Arbitro: | Fröhlich |

|         |           |                              |
| Heß 68’ | Marcatori | 31’ Spies 51’ Todt 87’ Zeyer |

| Arbitro: | Fleske |

|                     |           |  |
| Boer 81’ Keller 84’ | Marcatori |  |

| Arbitro: | Kemmling |

|                     |           |              |
| Täuber 20’ Weiß 67’ | Marcatori | 24’ Turowski |

| Arbitro: | Harder |

|                        |           |                       |
| Lange 62’ Wüllbier 69’ | Marcatori | 45’ Bakalorz 51’ Weiß |

| Arbitro: | Kuhne |

|            |           |                                                |
| Täuber 43’ | Marcatori | 14’ (aut.) Simon 16’ Pförtner 67’, 75’ Schüler |

### 2. Bundesliga

#### Girone di andata
| Arbitro: | Frey |

|                        |           |                  |
| Täuber 9’ Bakalorz 64’ | Marcatori | 74’ Babendererde |

| Arbitro: | Bußhardt |

|                           |           |                         |
| Gottlöber 31’ Schmidt 47’ | Marcatori | 23’ Weiß 88’ Eichenauer |

| Arbitro: | Domurat |

|                            |           |  |
| Kracht 10’ Hobsch 34’, 51’ | Marcatori |  |

| Arbitro: | Richmann |

|                                             |           |            |
| Weiß 22’ Bakalorz 32’ Kleppinger 85’ (rig.) | Marcatori | 28’ Ziemer |

| Arbitro: | Richmann |

|                 |           |  |
| Hönnscheidt 90’ | Marcatori |  |

| Halle 11 aprile 1992, ore 15:00 CEST 28ª giornata | Hallescher | 0 – 0 referto | Darmstadt | (2 500 spett.)\| Arbitro: \| Weise \| |
| Arbitro:                                          | Weise      |               |           |                                       |

| Arbitro: | Wippermann |

|                                          |           |            |
| Täuber 6’ Weiß 65’ Heß 70’ Trautmann 82’ | Marcatori | 87’ Schulz |

| Arbitro: | Kemmling |

|                           |           |  |
| Täuber 28’ Eichenauer 33’ | Marcatori |  |

| Arbitro: | Richmann |

|                                       |           |  |
| Kneißl 46’ Ziemer 55’ Schmidbauer 70’ | Marcatori |  |

| Arbitro: | Kentsch |

|                   |           |            |
| Weiß 79’ Lauf 83’ | Marcatori | 13’ Becker |

### Coppa di Germania
| Arbitro: | Hagen |

|             |           |                  |
| Wächter 48’ | Marcatori | 77’, 100’ Täuber |

| Arbitro: | Fröhlich |

|                          |           |                 |
| Dowe 61’, 69’ Krämer 75’ | Marcatori | 65’ (aut.) Alms |

## Statistiche

### Statistiche di squadra
| Competizione      | Punti | In casa | In casa | In casa | In casa | In casa | In casa | In trasferta | In trasferta | In trasferta | In trasferta | In trasferta | In trasferta | Totale | Totale | Totale | Totale | Totale | Totale | DR  |
| Competizione      | Punti | G       | V       | N       | P       | Gf      | Gs      | G            | V            | N            | P            | Gf           | Gs           | G      | V      | N      | P      | Gf     | Gs     | DR  |
| ----------------- | ----- | ------- | ------- | ------- | ------- | ------- | ------- | ------------ | ------------ | ------------ | ------------ | ------------ | ------------ | ------ | ------ | ------ | ------ | ------ | ------ | --- |
| 2. Bundesliga     | 19    | 11      | 4       | 3       | 4       | 12      | 16      | 11           | 2            | 4            | 5            | 14           | 20           | 22     | 6      | 7      | 9      | 26     | 36     | -10 |
| 2. Bundesliga     | -     | 5       | 5       | 0       | 0       | 13      | 4       | 5            | 0            | 2            | 3            | 2            | 9            | 10     | 5      | 2      | 3      | 15     | 13     | +2  |
| Coppa di Germania | -     | 0       | 0       | 0       | 0       | 0       | 0       | 2            | 1            | 0            | 1            | 3            | 4            | 2      | 1      | 0      | 1      | 3      | 4      | -1  |
| Totale            | 19    | 16      | 9       | 3       | 4       | 25      | 20      | 18           | 3            | 6            | 9            | 19           | 33           | 34     | 12     | 9      | 13     | 44     | 53     | -9  |

### Andamento in campionato
| Giornata  | 1  | 2  | 3  | 4 | 5  | 6  | 7  | 8  | 9  | 10 | 11 | 12 | 13 | 14 | 15 | 16 | 17 | 18 | 19 | 20 | 21 | 22 |
| --------- | -- | -- | -- | - | -- | -- | -- | -- | -- | -- | -- | -- | -- | -- | -- | -- | -- | -- | -- | -- | -- | -- |
| Luogo     | C  | T  | T  | C | T  | C  | T  | C  | T  | C  | T  | T  | C  | C  | T  | C  | T  | C  | T  | C  | T  | C  |
| Risultato | P  | P  | N  | V | P  | V  | P  | N  | N  | N  | N  | V  | N  | V  | P  | P  | V  | P  | P  | V  | N  | P  |
| Posizione | 12 | 12 | 12 | 9 | 11 | 10 | 11 | 11 | 10 | 10 | 9  | 8  | 10 | 7  | 8  | 10 | 7  | 9  | 11 | 9  | 10 | 11 |

Legenda:

Luogo: C = Casa; T = Trasferta. Risultato: V = Vittoria; N = Pareggio; P = Sconfitta.

### Statistiche dei giocatori
| Giocatore     | 2. Bundesliga | 2. Bundesliga | 2. Bundesliga | 2. Bundesliga | Coppa di Germania | Coppa di Germania | Coppa di Germania | Coppa di Germania | Totale   | Totale | Totale      | Totale     |
| Giocatore     | Presenze      | Reti          | Ammonizioni   | Espulsioni    | Presenze          | Reti              | Ammonizioni       | Espulsioni        | Presenze | Reti   | Ammonizioni | Espulsioni |
| ------------- | ------------- | ------------- | ------------- | ------------- | ----------------- | ----------------- | ----------------- | ----------------- | -------- | ------ | ----------- | ---------- |
| J. Baier      | 22            | 0             | 6             | 0             | 2                 | 0                 | 1                 | 0                 | 24       | 0      | 7           | 0          |
| D. Bakalorz   | 11            | 2             | 1             | 1             | 0                 | 0                 | 0                 | 0                 | 11       | 2      | 1           | 1          |
| T. Duchow     | 7             | 0             | 0             | 0             | 2                 | 0                 | 0                 | 0                 | 9        | 0      | 0           | 0          |
| H. Eichenauer | 9             | 2             | 1             | 1             | 2                 | 0                 | 1                 | 0                 | 11       | 2      | 2           | 1          |
| T. Eilers     | 10            | 0             | 0             | 0             | 1                 | 0                 | 0                 | 0                 | 11       | 0      | 0           | 0          |
| G. Gu         | 13            | 0             | 0             | 1             | 1                 | 0                 | 0                 | 0                 | 14       | 0      | 0           | 1          |
| D. Gutzler    | 6             | 0             | 1             | 0             | 1                 | 0                 | 0                 | 0                 | 7        | 0      | 1           | 0          |
| F. Heß        | 22            | 1             | 4             | 0             | 2                 | 0                 | 1                 | 0                 | 24       | 1      | 5           | 0          |
| Y. Hoffmann   | 15            | 0             | 2             | 0             | 0                 | 0                 | 0                 | 0                 | 15       | 0      | 2           | 0          |
| W. Huxhorn    | 13            | 0             | 0             | 1             | 1                 | 0                 | 0                 | 0                 | 14       | 0      | 0           | 1          |
| G. Kleppinger | 21            | 3             | 4             | 1             | 2                 | 0                 | 0                 | 0                 | 23       | 3      | 4           | 1          |
| M. Kowalewski | 18            | 0             | 6             | 0             | 0                 | 0                 | 0                 | 0                 | 18       | 0      | 6           | 0          |
| T. Lauf       | 5             | 0             | 0             | 0             | 0                 | 0                 | 0                 | 0                 | 5        | 0      | 0           | 0          |
| K. Quedraogo  | 2             | 0             | 0             | 0             | 0                 | 0                 | 0                 | 0                 | 2        | 0      | 0           | 0          |
| R. Scholz     | 6             | 0             | 1             | 0             | 2                 | 0                 | 0                 | 0                 | 8        | 0      | 1           | 0          |
| U. Schott     | 10            | 0             | 3             | 0             | 1                 | 0                 | 1                 | 0                 | 11       | 0      | 4           | 0          |
| S. Simon      | 21            | 3             | 3             | 0             | 2                 | 0                 | 0                 | 0                 | 23       | 3      | 3           | 0          |
| R. Sánchez    | 13            | 2             | 1             | 0             | 0                 | 0                 | 0                 | 0                 | 13       | 2      | 1           | 0          |
| S. Trautmann  | 8             | 1             | 0             | 0             | 1                 | 0                 | 0                 | 0                 | 9        | 1      | 0           | 0          |
| S. Täuber     | 20            | 5             | 8             | 1             | 2                 | 2                 | 0                 | 0                 | 22       | 7      | 8           | 1          |
| T. Weiß       | 20            | 6             | 6             | 0             | 2                 | 0                 | 0                 | 0                 | 22       | 6      | 6           | 0          |
| H. Wolf       | 8             | 1             | 0             | 0             | 1                 | 0                 | 0                 | 0                 | 9        | 1      | 0           | 0          |